# Jedermann sein eigner Fussball
Jedermann sein eigner Fussball (en español: "A cada uno su propio balón de fútbol") fue una revista ilustrada bimensual dadaísta, publicada por Malik Verlag, la editorial de Wieland Herzfelde, en Berlín. La primera edición de este periódico satírico salió a la luz el 15 de febrero de 1919, y fue inmediatamente confiscada por la policía. Incluye dos fotomontajes de John Heartfield en la portada y seis ilustraciones de George Grosz, así como escritos de Herzfelde, Walter Mehring o Mynona. También figuran como colaboradores Richard Huelsenbeck, Erwin Piscator, Karl Nierendorf y J.H. Kuhlemann. El estilo y las fuentes usadas en la portada satirizan la de los rotativos conservadores alemanes.
"Jedermann sein eigner Fussball" contiene el famoso fotomontaje de Heartfield "Wer ist der Schönste?" (¿Quién es el más guapo?), un supuesto concurso de belleza entre los miembros del Gobierno, cuya imagen aparece desplegada en un abanico. A pesar de estos divertimentos, que tienden al absurdo, la revista es una de las más abiertamente políticas de las creadas por los dadaístas. Se halla claramente influida por el hecho de que, pocas semanas antes de su publicación, los Freikorps de Gustav Noske habían reprimido la rebelión de los comunistas berlineses, ejecutando a Karl Liebknecht y Rosa Luxemburgo.